# Єресь в Католицькій Церкві
Єресь в Католицькій Церкві визначають як «вперте заперечення або впертий сумнів після прийняття хрещення якоїсь істини, в яку слід вірити за божественною і католицькою вірою». Термін «єресь» означає як саму віру, так і ставлення до цієї віри.

## Визначення та характеристики

### Визначення
Єресь має особливе значення в Католицькій Церкві, коли вона стосується чиєїсь віри. Існує чотири елементи, які складають формальну єресь людини:
1. особа, про яку йде мова, повинна мати дійсне християнське хрещення
2. особа стверджує, що все ще є християнином
3. особа публічно і вперто заперечує або сумнівається в істині, яку Католицька Церква вважає об'явленою Богом (через Святе Письмо або Священне Передання)
4. невір'я має бути морально винним, тобто має бути відмова прийняти те, що, як відомо, є доктринальним імперативом.

Отже, щоб стати єретиком і таким чином втратити спілкування з Католицькою Церквою, а отже, перестати бути католиком, людина повинна заперечувати або ставити під сумнів істину, яку навчає Католицька Церква як об'явлену Богом, і водночас знати, що Католицька Церква її навчає. Однак, якщо людина заперечує або ставить під сумнів таку доктрину, але з добрими намірами, то Католицька Церква не вважає її формальним єретиком, хоча це і є вираженням матеріальної єресі.
Канон 751 Кодексу канонічного права Латинської Церкви 1983 року, оприлюднений Папою Іваном Павлом ІІ у 1983 році, визначає єресь наступним чином: «Єресь — це вперте заперечення або сумнів після прийняття хрещення якоїсь істини, в яку слід вірити за божественною і католицькою вірою». Єресь протиставляється відступництву — «повній відмові від християнської віри» — і розколу — «відмові від підпорядкування Верховному Понтифіку або від спілкування з членами Церкви, які йому підпорядковуються». Це визначення і протиставлення повторюється в Катехизмі Католицької Церкви. Катехизм також протиставляє єресі недовір'я, яке є «нехтуванням об'явленої істини або навмисною відмовою погодитися з нею».

### Формальна і матеріальна єресь
Католицька Церква розрізняє формальну і матеріальну єресь. Різниця полягає в суб'єктивному ставленні єретика до своєї думки.
Єретик, який усвідомлює, що його віра суперечить католицькому вченню, але вільно і добровільно продовжує наполегливо триматися своєї віри, «який заперечує необхідну істину через невігластво або через помилку, якої дотримується через погану або сумнівну віру», є формальним єретиком. Цей вид єресі є гріховним, оскільки в цьому випадку єретик вільно і свідомо дотримується думки, яка, за словами Catholic Encyclopedia, «руйнує чесноту християнської віри [...] порушує єдність і кидає виклик Божественному авторитету Церкви» і «завдає удару по самому джерелу віри».
Матеріальна єресь — це думка, яка об'єктивно суперечить вченню Церкви, яка сама по собі є єретичною, але яку висловлює людина, яка не знає, що це переконання є єретичним. Тому людина, яка дотримується матеріальної єресі, не може бути єретиком у строгому розумінні. Матеріальна єресь — це думка, яка є такою, що, дотримуючись її, хтось «заперечує істину, якої повинна дотримуватися божественна і католицька віра, але вона є такою через непереможне невігластво або через помилку, якої дотримується з доброї волі. Добросовісність у людини, яка помиляється, — це розсудливе судження, завдяки якому той, хто помиляється, думає, що він не помиляється, а навпаки, що він володіє істиною». Думка матеріального єретика може призвести до тих же об'єктивних результатів, що і формальна єресь, але єретик не чинить гріха, дотримуючись її..

### Явна, окультна, публічна та приватна єресь
Католицька Церква розрізняє явних, окультних, публічних і приватних єретиків:
Явний єретик — це той, чия помилка або сумнів у вірі не може бути прихована жодним виправданням. Але окультним єретиком називають того, чия помилка або сумнів у вірі залишається достатньо прихованим.
Також:
Публічний єретик — це той, хто відкрито дотримується якоїсь єретичної секти. А приватний єретик - це людина, яка відкрито не дотримується жодної єретичної секти.

### Членство в Церкві
Роберт Беллармін і більшість сучасних католицьких богословів (таких як Пальмієрі, Білло, Антон Штрауб) вважають, що окультні єретики «залишаються членами Церкви, тому що втрата членства в Церкві, так само як і його набуття, з причини видимості Церкви, може бути наслідком тільки зовнішніх юридично перевірених фактів»; Людвіг Отт вважає цю думку «вірогідною».
За словами Отта, явні єретики, навіть якщо вони є єретиками лише матеріально, не є частиною Католицької Церкви. Він додає, що явні матеріальні єретики «не належать до тіла Церкви, тобто до юридичної співдружності Церкви. Однак це не заважає їм належати до Церкви духовно своїм бажанням належати до Церкви (лат. votum Ecclesiae) і через це досягати виправдання і спасіння».

### Ступені
Згідно з Catholic Encyclopedia, існує чотири ступені єресі в Католицькій Церкві:
1. Уперте дотримання доктрини, яка суперечить догмату віри, чітко визначеному Католицькою Церквою, є єрессю в чистому вигляді, єрессю першого ступеня.
2. Якщо доктрина, про яку йде мова, не була виразно визначена або не була чітко запропонована як догмат віри у звичайному, авторитетному вченні Католицької Церкви, то думка, яка їй суперечить, має стиль sententia haeresi proxima, тобто думка, що наближається до єресі.
3. Далі, доктринальне твердження, не суперечачи безпосередньо прийнятому догмату, може мати логічні наслідки, що розходяться з об'явленою істиною. Таке твердження не є єретичним, воно є propositio theologice erronea, тобто помилковим у богослов'ї
4. Нарешті, протилежність догмату віри може не бути строго доказовою, а лише досягати певного ступеня ймовірності. У такому випадку доктрина називається sententia de haeresi suspecta, haeresim sapiens (вчений єретик), тобто думка, яка підозрюється або смакує єресь.

Існують й інші класифікації богословського осуду.

## Історія

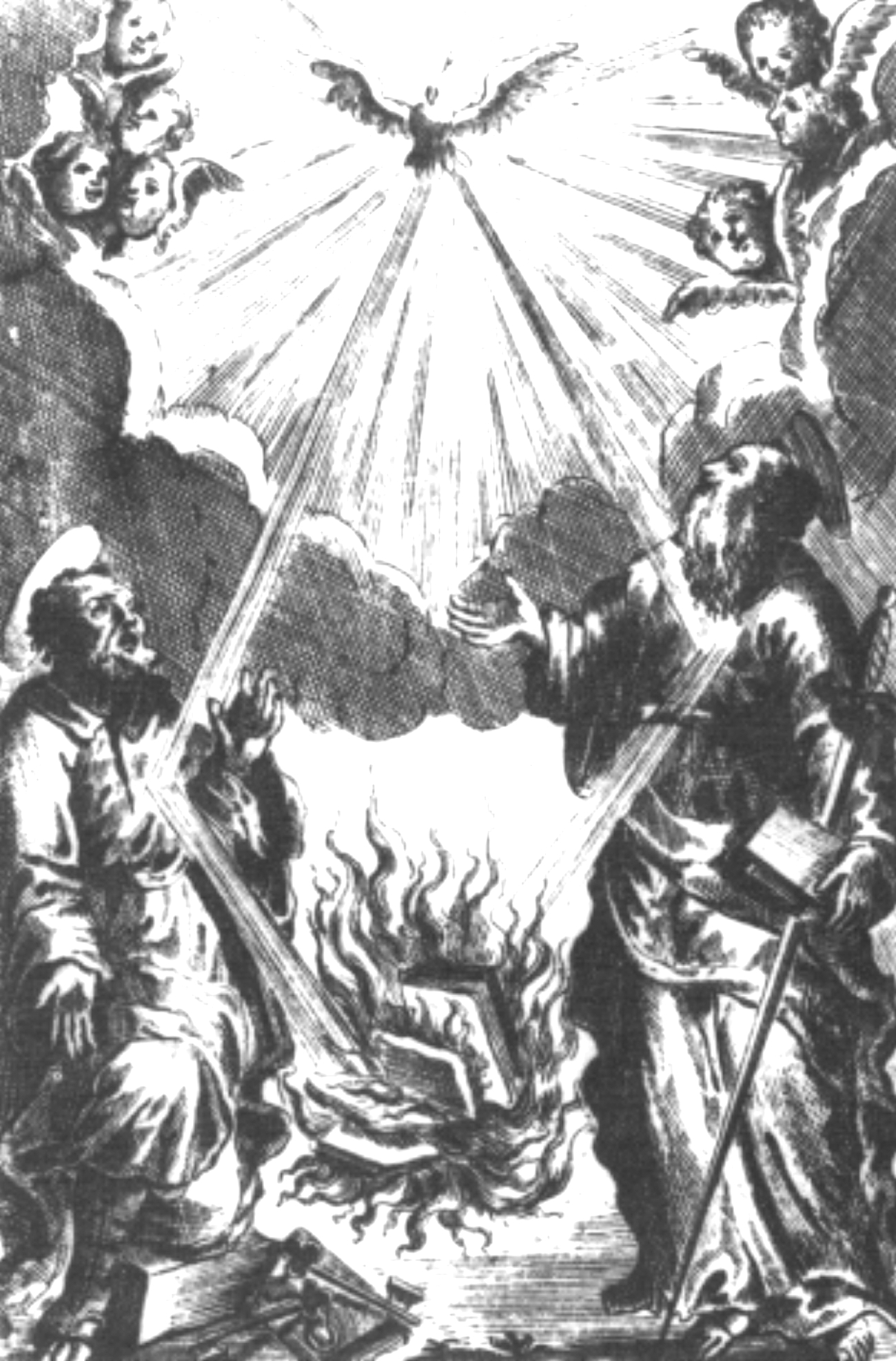
На цій ілюстрації 1711 року для Index Librorum Prohibitorum зображено Святого Духа, який подає вогонь, що спалює книги.

У тринадцятому столітті Тома Аквінський визначив єресь як «різновид невірності людей, які, сповідуючи віру Христову, спотворюють її догмати». Аквінський продовжує:
Правильна християнська віра полягає в добровільній згоді з Христом у всьому, що справді належить до Його вчення. Отже, є два шляхи відхилення від християнства: один — відмова вірити в Самого Христа, що є шляхом невірності, спільним для язичників та юдеїв; інший — обмеження віри певними пунктами Христового вчення, вибраними та переробленими за власним бажанням, що є шляхом єретиків. Предметом як віри, так і єресі є, таким чином, депозит віри, тобто сукупність істин, відкритих у Священному Писанні та Переданні, запропонованих нашій вірі Церквою. Віруюча людина приймає весь депозит, запропонований Церквою; єретик приймає лише ті його частини, які заслуговують на його власне схвалення.
Оригінальний текст (англ.)
The right Christian faith consists in giving one's voluntary assent to Christ in all that truly belongs to His teaching. There are, therefore, two ways of deviating from Christianity: the one by refusing to believe in Christ Himself, which is the way of infidelity, common to Pagans and Jews; the other by restricting belief to certain points of Christ's doctrine selected and fashioned at pleasure, which is the way of heretics. The subject-matter of both faith and heresy is, therefore, the deposit of the faith, that is, the sum total of truths revealed in Scripture and Tradition as proposed to our belief by the Church. The believer accepts the whole deposit as proposed by the Church; the heretic accepts only such parts of it as commend themselves to his own approval.
Тодішній католицький священник Мартін Лютер висловив зауваження, які пізніше були узагальнені в буллі 1520 року Exsurge Domine як: «Haereticos comburi est contra voluntatem Spiritus» (укр. Спалення єретиків суперечить Духу). Цей висновок був одним із тверджень, які особливо засуджувалися в цій папській буллі. Коли Лютер не прийняв буллу і не дав широкого зречення від своїх праць, він був відлучений від церкви наступною папською буллою 1521 року Decet Romanum Pontificem.
Янсенізм — ранньомодерна теологічна течія, популярна у Франції в середині XVII століття, яка вважала, що лише певна частина людства наперед визначена до спасіння. Єресь, згідно з римо-католицькою доктриною, полягала в запереченні ролі вільної волі у прийнятті та використанні благодаті.
Останнім випадком страти єретика була справа шкільного вчителя Каетано Ріполля, звинуваченого в деїзмі іспанською інквізицією, і повішеного 26 липня 1826 року у Валенсії після дворічного судового процесу.

## Сучасна позиція римо-католицизму щодо протестантизму
Одними з доктрин протестантизму, які Католицька Церква вважає єретичними, є sola scriptura, sola fide, усезагальне священство всіх віряни, а також заперечення транссубстанції.

У своїй книзі «Значення християнського братерства» (англ. The Meaning of Christian Brotherhood) кардинал Ратцінгер писав:
Труднощі, які стоять на шляху до відповіді, є дуже глибокими. Зрештою, це пов'язано з тим, що в католицькій думці сьогодні немає відповідної категорії для позначення феномену протестантизму (те саме можна сказати і про ставлення до відокремлених Церков Сходу). Очевидно, що стара категорія «єресь» більше не має жодної цінності. Єресь для Писання і ранньої Церкви включає в себе ідею особистого рішення проти єдності Церкви, а характеристикою єресі є pertinacia, впертість того, хто наполягає на своєму власному приватному шляху. Це, однак, не можна вважати адекватним описом духовної ситуації протестантського християнина. Впродовж вже багатовікової історії протестантизм зробив важливий внесок в реалізацію християнської віри, виконуючи позитивну функцію в розвитку християнського послання і, перш за все, часто породжуючи щиру і глибоку віру в окремому некатолицькому християнинові, чиє відокремлення від католицького ствердження не має нічого спільного з характерною для єресі пертинацією. Можливо, тут можна перефразувати вислів святого Августина, що старий розкол стає єрессю. Сам плин часу змінює характер поділу, так що старий поділ є чимось суттєво відмінним від нового. Те, що колись було справедливо засуджене як єресь, не може згодом просто стати правдою, але може поступово розвинути свій власний позитивний церковний характер, з яким людина представляється своєю Церквою і в якому вона живе як віруюча людина, а не як єретик. Така організація однієї групи, однак, в кінцевому підсумку має вплив на ціле. Отже, висновок неминучий: Протестантизм сьогодні — це щось відмінне від єресі в традиційному розумінні, явище, справжнє богословське місце якого ще не визначене.
Оригінальний текст (англ.)
The difficulty in the way of giving an answer is a profound one. Ultimately it is due to the fact that there is no appropriate category in Catholic thought for the phenomenon of Protestantism today (one could say the same of the relationship to the separated churches of the East). It is obvious that the old category of 'heresy' is no longer of any value. Heresy, for Scripture and the early Church, includes the idea of a personal decision against the unity of the Church, and heresy's characteristic is pertinacia, the obstinacy of him who persists in his own private way. This, however, cannot be regarded as an appropriate description of the spiritual situation of the Protestant Christian. In the course of a now centuries-old history, Protestantism has made an important contribution to the realization of Christian faith, fulfilling a positive function in the development of the Christian message and, above all, often giving rise to a sincere and profound faith in the individual non-Catholic Christian, whose separation from the Catholic affirmation has nothing to do with the pertinacia characteristic of heresy. Perhaps we may here invert a saying of St. Augustine's: that an old schism becomes a heresy. The very passage of time alters the character of a division, so that an old division is something essentially different from a new one. Something that was once rightly condemned as heresy cannot later simply become true, but it can gradually develop its own positive ecclesial nature, with which the individual is presented as his church and in which he lives as a believer, not as a heretic. This organization of one group, however, ultimately has an effect on the whole. The conclusion is inescapable, then: Protestantism today is something different from heresy in the traditional sense, a phenomenon whose true theological place has not yet been determined.